# NGC 5898
NGC 5898 ist eine Elliptische Galaxie vom Hubble-Typ E0 im Sternbild Waage auf der Ekliptik. Sie ist schätzungsweise 92 Millionen Lichtjahre von der Milchstraße entfernt und hat einen Durchmesser von etwa 75.000 Lichtjahren. Wahrscheinlich bildet sie gemeinsam mit NGC 5903 ein gravitativ gebundenes Galaxienpaar.

Im selben Himmelsareal befindet sich u. a. die Galaxie IC 4538.
Das Objekt wurde zusammen mit NGC 5903 am 21. Mai 1784 vom deutsch-britischen Astronomen Wilhelm Herschel mit einem 18,7-Zoll-Spiegelteleskop entdeckt, der sie dabei mit „Two, nearly parallel 7′ distant, Both vF, not vS, R.“ beschrieb. Bei einer Beobachtungen mit einem 18-Zoll-Spiegelteleskop notierte John Herschel im Jahr 1847 „pB, R, pgbM, 15 arcseconds“.